# Karel Kramář

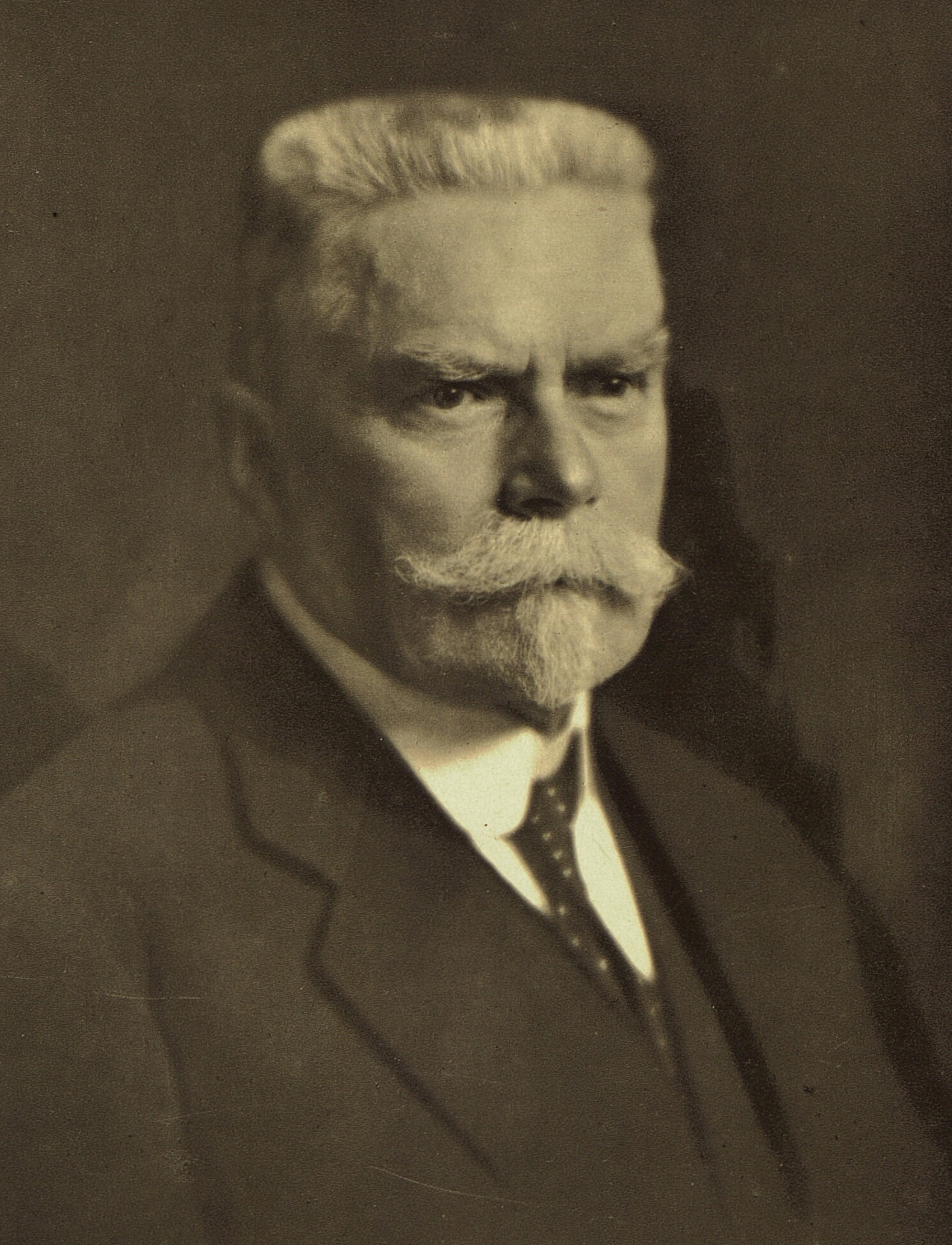
Karel Kramář (1860-1937)

Karel Kramář (Vysoké nad Jizerou, 27 december 1860 - Praag, 26 mei 1937) was een Tsjecho-Slowaaks politicus. Hij geldt naast Tomáš Garrigue Masaryk (1850-1937) en Edvard Beneš (1884-1948) als grondlegger van Tsjecho-Slowakije. Anders dan Masaryk en Beneš gold Kramář echter niet als progressief, maar stond hij een nationaal-conservatisme voor.

## Biografie
Afkomstig uit een relatief welvarende familie studeerde Kramář aan de Universiteiten van Praag, Straatsburg, Berlijn en Parijs. Na het verwerven van zijn doctorstitel in de rechtswetenschappen richtte hij zich op een journalistieke en politieke loopbaan. In 1889 richtte hij het weekblad Čas ("Tijd") op, dat gold als spreekbuis van de Jong-Tsjechische Partij - de partij waartoe aanvankelijk ook Masary behoorde -, die streefde naar een zo groot mogelijke zelfstandigheid van de Tsjechen binnen het Oostenrijk-Hongaarse keizerrijk. In 1891 werd Kramář in de Rijksraad van Oostenrijk gekozen en in 1894 in de regionale volksvertegenwoordiging van de Bohemen. In hetzelfde jaar was hij medeopsteller van het partijprogramma van de Jong-Tsjechen. Als gematigd nationalist wist Kramář het programma te ontdoen van radicale eisen. In 1901 werd hij fractievoorzitter van de Jong-Tsjechische Partij in de Rijksraad. 
Geheel in lijn met zijn partij was Kramář een panslavist die vond dat Oostenrijk-Hongarije zich moest gaan richten op het Keizerrijk Rusland in plaats van op het Keizerrijk Duitsland, de traditionele bondgenoot van de Donaumonarchie. In 1908 ging hij naar Rusland waar hij zich bij een tegen Oostenrijk gericht geheim genootschap aansloot. Tijdens zijn verblijf in Rusland nam hij deel aan de panslavische congressen in Sint-Petersburg (1909) en Sofia (1910). Aan het begin van de Eerste Wereldoorlog was hij op grond van de Russische overwinningen in Galicië positief gestemd dat dit land Oostenrijk en Duitsland zou verslaan. Het was daarbij niet zijn streven de Donaumonarchie te doen instorten, maar haar binnen de Russische invloedssfeer te brengen en met Russische steun de positie van de Slavische volkeren in het multi-etnische rijk te verbeteren. Vanaf 1915 streefde hij echter naar de stichting van een Boheems koninkrijk onder een telg van het Huis Romanov. In mei 1915 werd hij Kramář veroordeeld tot vijftien jaar dwangarbeid en in 1916 werd hij ter dood veroordeeld. In juli 1917 werd hij op grond van een algehele amnestie van de nieuwe keizer Karel I vrijgelaten.

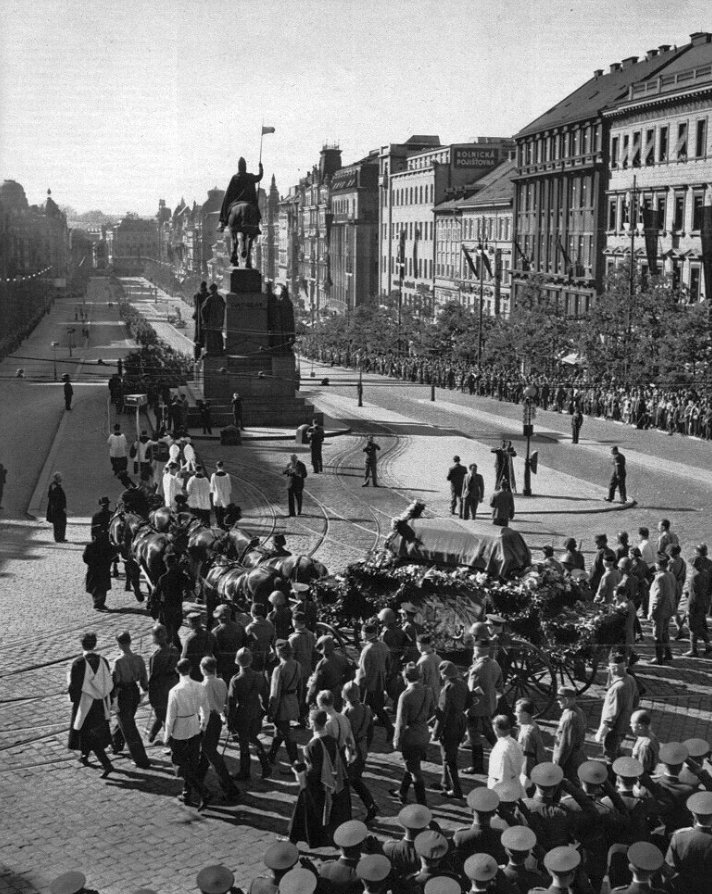
De begrafenis van Karel Kramář (1937)

Op 13 juli 1918 was hij met enkele Tsjechische en Slowaakse nationalisten in Praag oprichter van de Tsjecho-Slowaakse Nationale Raad dat zich uitsprak voor een zelfstandig Tsjecho-Slowakije. Kramář was voorzitter van de Nationale Raad (1918) en na de onafhankelijkheid van Tsjecho-Slowakije de eerste minister-president (14 november 1918 - 10 juli 1919). Hij leidde in die laatste hoedanigheid met Beneš de Tsjecho-Slowaakse delegatie bij de vredesonderhandelingen te Parijs (1919). Tijdens zijn premierschap woedde de kortstondige Poolse-Tsjecho-Slowaakse oorlog (januari 1919). 
Na zijn premierschap stichtte Kramář een nieuwe politieke partij, de Tsjecho-Slowaakse Nationale Democratie (Československá národní demokracie), een conservatieve en nationalistische partij die meerdere malen deel uitmaakte van de regering. Zijn hoop dat admiraal Aleksandr Koltsjak de macht zou overnemen in Rusland en een Panslavische federatie zou stichten waartoe ook Tsjecho-Slowakije zou gaan behoren, bleek in 1920 in duigen te vallen toe de bolsjewisten definitief de macht overnamen in Rusland. De traditioneel pro-Russische Kramář was vanaf dat moment een fel tegenstander van iedere poging van de Tsjecho-Slowaakse regering om tot een vergelijk te komen met de Sovjet-Unie. Van 1918 tot zijn dood in 1937 was Kramář lid van de Kamer van Afgevaardigden. Zijn Tsjecho-Slowaakse Nationale Democratie ging in 1934 op in de rechtse partij Nationale Eenwording (Národní sjednocení).
Karel Kramář overleed op 26 mei 1937 in Praag. Hij is begraven op de Olšany-begraafplaats.

## Privé
Karel Kramář was sinds 1902 getrouwd met de Russische Nadezjda Nikolajevna (1862-1936). Het huwelijk bleef kinderloos. Hij bezat vier villa's en een uitgebreide kunstverzameling. Hij en zijn vrouw behoorden tot de Oosters-orthodoxe kerk.